# Annie Galst
Annie Galst, född 7 november 1907, död 3 december 1998, var en dansk författare av böcker om hantverk, hobby och pyssel. Hennes bok Klippe klude (Klipp i tyg) utgavs på danska, svenska, engelska, tyska och franska. Hon skrev också böcker om att fläta i peddigrotting och bast; flera av dessa böcker översattes till svenska, norska, tyska och franska.